# Семичастнов, Михаил Фёдорович
Михаил Фёдорович Семичастнов (1899—1957) — советский учёный и промышленный деятель, директор Московского авиационного института в 1938—1943 годах; кандидат технических наук (1947), доцент (1944).
Автор ряда научных работ, в частности книги «Монтаж оборудования самолётов».

## Биография
Родился 11 июля 1899 в селе Дуровка Саратовской губернии, ныне Тамалинский район Пензенской области.
Уже в двенадцать лет Михаил работал по найму. В 1919 году ушёл добровольцем в РККА, воевал на Уральском и Польском фронтах Гражданской войны. В 1922 году был демобилизован и работал в Саратовском исполкоме. Затем поступил в Саратовский университет, который окончил в 1925 году.
По распределению был направлен на работу в Саратовский индустриальный техникум (ныне Профессионально-педагогический колледж СГТУ имени Ю. А. Гагарина) на должность директора. В 1927 году был избран членом Городского совета депутатов трудящихся и в 1928 году направлен на учёбу в Московский механический институт имени М. В. Ломоносова, из которого в связи с реорганизацией был переведён в МВТУ (ныне МГТУ имени Н. Э. Баумана). В 1931 году, по окончании вуза, получил направление на Московский станкостроительный завод. В 1933 году по мобилизации Михаил Семичастнов был направлен на Сормовский завод, где работал начальником механического цеха. В 1933—1934 годах исполнял обязанности доцента кафедры прикладной механики в Московском нефтяном институте (по совместительству). В 1934 году стал членом Сормовского райкома ВКП(б). В 1935 году получил направление на работу в авиапромышленность на Казанский авиационный завод имени Горбунова.
Вернувшись в Москву, в 1938 году стал директором Московского авиационного института, которым руководил по 1943 год; при этом с октября 1941 по сентябрь 1943 год вуз находился в эвакуации в Алма-Ате. Из характеристики М. Ф. Семичастного, подписанной парторгом МАИ Г. Г. Гахуном в сентябре 1946 года:

«В 1941 по постановлению Правительства т. Семичастнов М. Ф. перебазировал институт в Алма-Ату, вывезя все ценное имущество, обслуживающий, студенческий и профессорско-преподавательский состав. За время эвакуации коллектив МАИ в г. Алма-Ате работал хорошо и в 1943 институт под руководством т. Семичастнова М. Ф. был реэвакуирован в г. Москву, сохранив все имущество и не потеряв основной коллектив профессорско-преподавательского и студенческого состава».

Будучи директором МАИ, Семичастнов одновременно вёл учебную работу: в 1938—1940 годах — преподаватель, в 1941—1957 — доцент и заведующий кафедрой «Технология авиационного приборостроения». Занимаясь общественной деятельностью, в 1939—1941 годах избирался депутатом Ленинградского районного Совета депутатов трудящихся. С началом Великой Отечественной войны участвовал в обороне Москвы.
По возвращении из эвакуации, в 1943—1946 годах М. Ф. Семичастнов работал начальником Главного управления учебными заведениями НКАП-МАП, в 1946—1947 годах проводил работу по организации института усовершенствования инженеров авиапромышленности. В декабре 1947 был назначен начальником Академии авиационной промышленности Министерства авиационной промышленности СССР и проработал в этом качестве до 1953 года. В 1953—1955 годах он работал в Министерстве высшего образования СССР в качестве начальника Управления средних специальных учебных заведений. В сентябре 1955 года снова вернулся на штатную работу в Московский авиационный институт, где продолжал преподавать и заведовать кафедрой.
В 1957 оставил работу в МАИ и в этом же году умер.
Был награждён орденами Трудового Красного Знамени (1939), Отечественной войны I степени (1945), а также медалями, в числе которых «За оборону Москвы» (1944) и «За доблестный труд в Великой Отечественной войне 1941—1945 гг.» (1945).